# Сцинтилляторы
Сцинтилля́торы — вещества, проявляющие сцинтилляцию, то есть излучающие свет при поглощении ионизирующего излучения (гамма-квантов, электронов, альфа-частиц и т.д.). Как правило, излучаемое количество фотонов для данного типа излучения приближённо пропорционально поглощённой энергии, что позволяет получать энергетические спектры излучения.
Сцинтилляционные детекторы ядерных излучений — основное применение сцинтилляторов. В сцинтилляционном детекторе свет, излученный при сцинтилляции, собирается на фотоприёмнике (как правило, это фотокатод фотоэлектронного умножителя — ФЭУ, значительно реже используются фотодиоды и другие фотоприёмники), преобразуется в импульс тока, усиливается и записывается той или иной регистрирующей системой.

## Характеристики сцинтилляторов

### Световыход
Световыход — количество фотонов, излучаемых сцинтиллятором при поглощении определённого количества энергии (обычно 1 МэВ). Большим световыходом считается величина 50—70 тыс. фотонов на МэВ. Чем выше световыход, тем более чувствителен сцинтиллятор, поэтому стремятся применять сцинтилляторы с большим световыходом. Однако для детектирования высокоэнергичных частиц могут использоваться и сцинтилляторы со значительно меньшим световыходом (например, вольфрамат свинца).

### Спектр высвечивания
Спектр высвечивания должен быть по возможности оптимально согласован со спектральной чувствительностью используемого фотоприёмника. Несогласованность по спектру с фотоприёмником негативно сказывается на энергетическом разрешении.

### Энергетическое разрешение
Даже при поглощении частиц с одинаковой энергией амплитуда импульса на выходе фотоприёмника сцинтилляционного детектора меняется от события к событию. Это связано:
- со статистическим характером процессов сбора фотонов на фотоприёмнике и последующего усиления,
- с различной вероятностью доставки фотона к фотоприёмнику из разных точек сцинтиллятора,
- с разбросом высвечиваемого числа фотонов.

В результате в статистически накопленном энергетическом спектре линия (которая для идеального детектора представляла бы дельта-функцию) оказывается размытой, её часто можно представить в виде гауссианы с дисперсией σ2. В качестве характеристики энергетического разрешения детектора используются среднеквадратическое отклонение σ (квадратный корень из дисперсии) и, чаще, полная ширина линии на половине высоты (FWHM, от англ. Full Width on Half Maximum; иногда называется полушириной), отнесённые к медиане линии и выраженные в процентах. FWHM гауссианы в {\displaystyle 2{\sqrt {2\ln 2}}\approx 2{,}355} раза больше σ. Поскольку энергетическое разрешение зависит от энергии (как правило, оно пропорционально E−1/2), его следует указывать для конкретной энергии. Чаще всего разрешение указывают для энергии гамма-линии цезия-137 (661,7 кэВ).

### Время высвечивания

Типичная кривая высвечивания неорганического сцинтиллятора, возбуждённого поглощением быстрой заряженной частицы. После кратковременной яркой вспышки свечение относительно медленно затухает.

Время, в течение которого поглощённая в сцинтилляторе, возбуждённого прохождением быстрой заряженной частицы энергия преобразуется в световое излучение, называют временем высвечивания. Зависимость высвечивания сцинтилляторов от времени с момента поглощения частицы (кривая высвечивания) обычно может быть представлена как убывающая экспонента или, в общем случае, как сумма нескольких убывающих экспонент:
{\displaystyle \displaystyle I\sim \sum _{i}A_{i}\exp(-t/\tau _{i}).}
Слагаемое в формуле с наибольшей амплитудой {\displaystyle \displaystyle A_{i}} и постоянной времени {\displaystyle \tau _{i}} характеризует общее время высвечивания сцинтиллятора. Почти все сцинтилляторы после быстрого высвечивания имеют медленно спадающий «хвост» послесвечения, что зачастую является недостатком, с точки зрения временного разрешения, скорости счёта регистрируемых частиц.
Обычно сумму многих экспонент в приведённой формуле с достаточной для практики точностью можно представить в виде суммы двух экспонент:
{\displaystyle I=A\exp \left(-{\frac {t}{{\tau }_{f}}}\right)+B\exp \left(-{\frac {t}{{\tau }_{s}}}\right).}
где {\displaystyle \tau _{f}} — постоянная времени «быстрого» высвечивания,
{\displaystyle \tau _{s}} — постоянная времени «медленного» высвечивания,
{\displaystyle A,\ } {\displaystyle B} — амплитуды свечения и послесвечения соответственно.
Амплитуды свечения и послесвечения зависят от энергии, поглощённой в сцинтилляторе, ионизирующей способности быстрых частиц и гамма-квантов. Например, в сцинтилляторах изготовленных из легированного фторида бария амплитуда свечения, вызванного поглощением гамма-кванта существенно превышает амплитуду свечения, вызванного поглощением альфа-частицы, при поглощении которой наоборот, превалирует амплитуда послесвечения. Это явление позволяет различать природу ионизирующего излучения.
Типичное время высвечивания неорганических сцинтилляторов — от сотен наносекунд до десятков микросекунд. Органические сцинтилляторы (пластиковые и жидкие) высвечиваются в течение наносекунд.

### Радиационная прочность
Облучаемые сцинтилляторы постепенно деградируют. Доза облучения, которую может выдержать сцинтиллятор без существенного ухудшения свойств, называется радиационной прочностью.

### Квенчинг-фактор
Частицы разной природы, но с одинаковой энергией при поглощении в сцинтилляторе дают, вообще говоря, различный световыход. Частицы с высокой плотностью ионизации (протоны, альфа-частицы, тяжёлые ионы, осколки деления) дают в большинстве сцинтилляторов меньшее количество фотонов, чем гамма-кванты, бета-частицы, мюоны или рентген. Отношение световыхода данного типа частиц к световыходу гамма-квантов с равной энергией называется квенчинг-фактором (от англ. quenching — «тушение»). Квенчинг-фактор электронов (бета-частиц) обычно близок к единице. Квенчинг-фактор для альфа-частиц называют α/β-отношением; для многих органических сцинтилляторов он близок к 0,1.
|         | Время высвечивания, мкс | Максимум спектра высвечивания, нм | Коэффициент эффективности (по отношению к антрацену) | Примечание              |
| ------- | ----------------------- | --------------------------------- | ---------------------------------------------------- | ----------------------- |
| NaI(Tl) | 0,25                    | 410                               | 2,0                                                  | гигроскопичен           |
| CsI(Tl) | 0,5                     | 560                               | 0,6                                                  | фосфоресценция          |
| LiI(Sn) | 1,2                     | 450                               | 0,2                                                  | очень гигроскопичен     |
| LiI(Eu) |                         |                                   |                                                      | очень гигроскопичен     |
| ZnS(Ag) | 1,0                     | 450                               | 2,0                                                  | порошок                 |
| CdS(Ag) | 1,0                     | 760                               | 2,0                                                  | небольшие монокристаллы |

## Неорганические сцинтилляторы

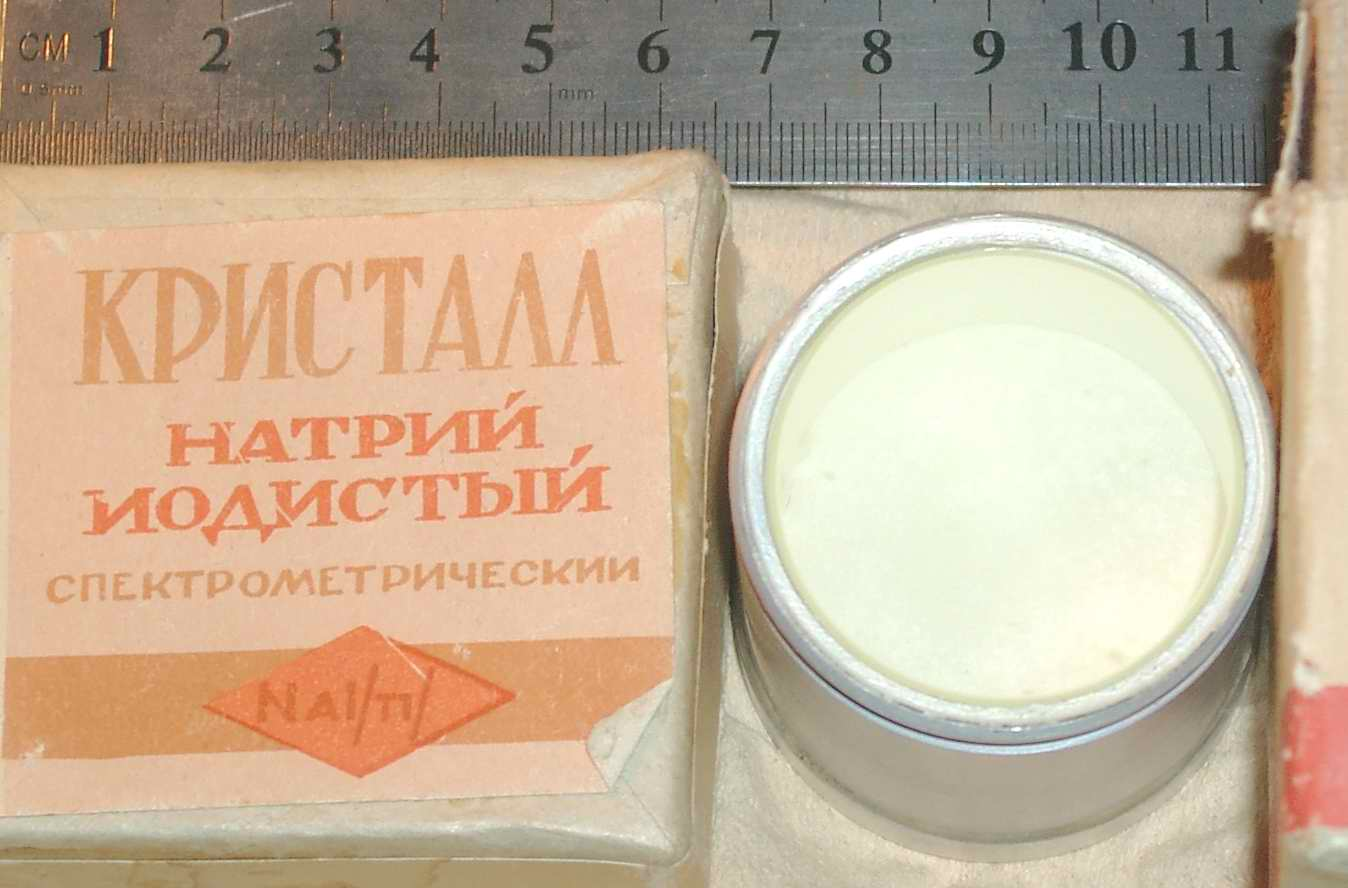
Кристалл NaI(Tl) размером 40×40 мм в алюминиевом кожухе со стеклянным окном

Чаще всего в качестве сцинтилляторов используются неорганические монокристаллы. Иногда для увеличения световыхода кристалл легируют активатором (или так называемым допантом). Так, в сцинтилляторе NaI(Tl) в кристаллической матрице иодида натрия содержатся активирующие центры таллия (примесь на уровне сотых долей процента). Сцинтилляторы, которые светятся без активатора, называются собственными.

### Неорганические керамические сцинтилляторы
Прозрачные керамические сцинтилляторы получают из прозрачных керамических материалов на базе оксидов Al2O3 (Лукалокс), Y2O3 (Иттралокс) и производных оксидов Y3Al5O12 и YAlO3, а также MgO, BeO.

## Органические сцинтилляторы
|              | {\displaystyle \lambda _{\max }} эмиссии [нм] | Время высвечивания [нс] | Световыход (относительно NaI) |
| ------------ | --------------------------------------------- | ----------------------- | ----------------------------- |
| Нафталин     | 348                                           | 96                      | 0,12                          |
| Антрацен     | 440                                           | 30                      | 0,5                           |
| Паратерфенил | 440                                           | 5                       | 0,25                          |

Органические сцинтилляторы обычно представляют собой двух- или трёхкомпонентные смеси. Первичные центры флуоресценции возбуждаются за счёт возбуждения налетающими частицами. При распаде этих возбуждённых состояний излучается свет в ультрафиолетовом диапазоне длин волн. Длина поглощения этого ультрафиолетового света, однако, весьма мала: центры флуоресценции непрозрачны для их собственного излученного света.
Вывод света осуществляется добавлением к сцинтиллятору второго компонента, поглощающего первично излученный ультрафиолетовый свет и переизлучающего его изотропно с бо́льшими длинами волн (так называемого сместителя спектра, или шифтера).
Две активных компоненты в органических сцинтилляторах или растворяются в органической жидкости или смешиваются с органическим материалом так, чтобы образовать полимерную структуру. По такой технологии можно производить жидкий или пластмассовый сцинтиллятор любой геометрической формы и размера. В большинстве случаев изготавливаются листы сцинтиллятора толщиной от 1 до 30 мм.
Органические сцинтилляторы имеют гораздо меньшие времена высвечивания (порядка единиц — десятков наносекунд) по сравнению с неорганическими, но имеют меньший световыход.
Также существуют другие органические сцинтилляторы, например американской компании BICRON. Сцинтилляторы Bicron BC 400…416 производятся на основе поливинилтолуола.

## Газовые сцинтилляторы
Газовые сцинтилляционные счетчики используют свет, излученный атомами, которые возбуждаются в процессе взаимодействия с ними заряженных частиц и затем возвращаются в основное состояние. Времена жизни возбужденных уровней лежат в наносекундном диапазоне. Световыход в газовых сцинтилляторах в силу низкой плотности газов сравнительно невысок. Однако в качестве газовых сцинтилляторов могут также применяться сжиженные инертные газы.